# 외계인 삐에로
외계인 삐에로(Killer Klowns from Outer Space)는 미국에서 제작된 스티븐 치오도 감독의 1988년 공포, SF, 코미디 영화이다. 그랜트 크라머 등이 주연으로 출연하였다.

## 출연

### 주연
- 그랜트 크라머
- 수잔 스니더
- 존 앨런 넬슨

### 조연
- 존 버논
- 마이클 S. 시겔
- 로얄 다노

## 제작진
- 미술: 찰스 치오도

## 같이 보기
- 광대공포증